# Григор Магистрос
Григо́р Магистро́с (также Григор Магистрос Пахлавуни; арм. Գրիգոր Մագիստրոս; около 990—1059) — армянский  государственный деятель, поэт, философ, переводчик и популяризатор античной литературы.

## Жизнь и творчество
Первоначальное образование получил у своего дяди - спарапета (командующего армянской армией) Ваграма Пахлавуни. Основательные знания  приобрел во время учебы  в Ани.
Был магистром Византии на юге Исторической Армении; организовал и руководил процессом подавления еретического движения тондракийцев в вверенных ему,  в качестве наместника, областях Византийской империи.
Его взгляды являются синтезом эллинистической и христианской философии, изложены в основном в «Письмах». В них Магистрос отстаивал самостоятельность философии по отношению к религии, рассматривал процесс познания как восхождение от простого к сложному, от чувств и умопостигаемых объектов к сфере всеобщих категорий. «Письма» содержат также ценные данные о политической и культурной истории Армении XI столетия. 
По мнению Григора Магистроса, наука делится на три  отрасли: естествознание, математику и теологию (богословие); при изучении мира  следует последовательно  "от естествознания подняться к математике и затем уже к богословию". 
Известна его поэма «Тысяча строк к Мануче» — стихотворное изложение Священного писания. Первым ввёл новый для армянской литературы жанр — эпистолярный. Его письма написаны в художественно-публицистическом стиле, с использованием мифов и басен.
Григор Магистрос преподавал в Санаине различные науки — математику и философию, грамматику и риторику. Прославился он и как переводчик. Особенно известны его переводы и комментарии к произведениям древнегреческого философа Платона. Он перевел с греческого на армянский «Начала» Евклида. До нас дошло начало этого перевода.